# Megalitické řady v Hartashenu
Megalitické řady v Hartashenu, kamenné aleje v Hartashenu, nebo anglicky Hartashen Megalithic Avenue je kamenná alej menhirů nacházející se v severozápadní části Arménie, v provincii Širak, poblíž vesnice Hartashen ve výšce 2060 m nad mořem z doby neolitu až eneolitu.
Kamennou alej tvoří tři souvislé řady různě velkých kamenů (menhirů) o délce více než 500 metrů. Délka může být značně větší, je totiž možné, že další kameny jsou již jen pod povrchem a alej mohla být proto daleko delší, než dnes. Tyto informace jsou stále v procesu průzkumu. Alej je zajímavá tím, že kameny jsou často pokryty vytesanými znaky, či symboly, které by mohly mít náboženský nebo kulturní význam pro starověké obyvatelstvo oblasti. Jedná se o významné místo prehistorické kultury v této části Kavkazu. Místo je podobné jako megalitické řady v Carnacu.
Alej vznikla přibližně mezi 6000 až 8000 lety. Přesný účel a vznik je stále předmětem průzkumu archeologů. Může se jednat o astronomickou observatoř nebo jako místo rituálních obřadů.